# Polyspora
Genre
Classification phylogénétique
Polyspora est un genre de plantes à fleurs de la famille des Theaceae. 
Ce sont des arbres ou des arbustes à feuillage persistant, à feuilles entières, allongées, alternes, pétiolées, à fleurs à 5 sépales, 5 (parfois 6) pétales, nombreuses étamines. Le fruit est une capsule oblongue.
Le genre comporte une quarantaine d'espèces originaires de l'Asie du sud-est.

## Principales espèces
- Polyspora axillaris
- Polyspora balansae
- Polyspora chrysandra
- Polyspora hainanensis
- Polyspora lessertii
- Polyspora longicarpa
- Polyspora shimadae
- Polyspora speciosa
- Polyspora tagawae
- Polyspora tiantagensis
- Polyspora yunnanensis